# Porcellidium affine
Porcellidium affine is een eenoogkreeftjessoort uit de familie van de Porcellidiidae. De wetenschappelijke naam van de soort is voor het eerst geldig gepubliceerd in 1906 door A. Quidor. De soort werd ontdekt tijdens de Franse Antarctische Expeditie (1903-1905), onder leiding van Jean-Baptiste Charcot. Het eenoogkreeftje is 1 mm lang en 0,7 mm breed.